# Teksin Pircanli
Teksin Pircanli (Adana, 1º gennaio 1974) è un'attrice turca, nota per aver interpretato il ruolo di Nazire nella serie Terra amara (Bir Zamanlar Çukurova).

## Biografia
Teksin Pircanli è nata il 1º gennaio 1974 ad Adana (Turchia), e oltre alla recitazione si occupa anche di teatro.

## Carriera
Teksin Pircanli ha iniziato a recitare con il Metropolitan Theatre. Oltre alle sue opere teatrali ha recitato in serie televisive come nel 2005 in Beyaz Gelincik, nel 2009 in Hanımın Çiftliği, nel 2010 in Yer Gök Aşk Yer Gök Aşk, nel 2011 in Kurtlar Vadisi: Filistin, nel 2012 in Dila Hanım, nel 2014 in Kadim Dostum, nel 2015 in Beyaz Gelincik, dal 2018 al 2022 in Terra amara (Bir Zamanlar Çukurova), nel 2022 in Ceylin e in Yali Çapkini. e nel 2024 in Kara Ağaç Destanı. Nel 2011 ha recitato nei film Kurtlar Vadisi Palestine e in Kurtlar Vadisi: Filistin diretto da Zübeyr Sasmaz.

## Filmografia

### Cinema
- Kurtlar Vadisi Palestine (2011)
- Kurtlar Vadisi: Filistin, regia di Zübeyr Sasmaz (2011)

### Televisione
- Beyaz Gelincik – serie TV (2005)
- Hanımın Çiftliği – serie TV (2009)
- Yer Gök Aşk Yer Gök Aşk – serie TV (2010)
- Dila Hanım – serie TV (2012)
- Kadim Dostum – serie TV (2014)
- Beyaz Gelincik – serie TV (2015)
- Terra amara (Bir Zamanlar Çukurova) – serie TV (2018-2022)
- Ceylin – serie TV (2022)
- Yali Çapkini – serie TV (2022)
- Kara Ağaç Destanı – serie TV (2024)

## Doppiatrici italiane
Nelle versioni in italiano dei suoi film e delle sue serie TV, Teksin Pircanli è stata doppiata da:
- Germana Savo[11] in Terra amara[12]